# Lozotaenia forsterana
Lozotaenia forsterana là một loài bướm đêm thuộc họ Tortricidae. Loài này có ở châu Âu và parts of châu Á.
Sải cánh dài 20–29 mm. Con trưởng thành bay từ tháng 6 đến tháng 8.
Ấu trùng ăn various plants, but prefer hedera helix.